# Rika Noguchi
Rika Noguchi (野口里佳), née à Tokyo en 1971, est une photographe japonaise. Elle vit et travaille à Berlin.
L'œuvre de Noguchi porte souvent sur les limites des capacités humaines et de l'ambition.
Sa série New Land (1999-2000) documente la construction d'îles artificielles au large des côtes des Pays-Bas. Sa série Rocket Hill (commencée en 2001) enregistre les installations de la base de lancement de Tanegashima au Japon. 
Son autre série Sun (commencée en 2005) photographie le soleil à l'aide d'un appareil à sténopé, mettant l'accent sur une perception du corps solaire très attachée à la Terre.
Rika Noguchi est lauréate de l'édition 2001 du prix de la Société de photographie.

## Référence
- « The eyes have it in this light show », Japan Times, 11 septembre
- Notices d'autorité :   - VIAF
  - ISNI
  - IdRef
  - LCCN
  - GND
  - Japon
  - CiNii
  - WorldCat

## Source de la traduction
- (en) Cet article est partiellement ou en totalité issu de l’article de Wikipédia en anglais intitulé « Rika Noguchi » (voir la liste des auteurs).